# Нусбаум, Иоганн
Рыцарь Иоганн Непомук фон Нусбаум (Нуссбаум; нем. Johann Nepomuk von Nußbaum; 2 сентября 1829, Мюнхен — 31 октября 1890) — германский хирург и офтальмолог, военный врач, преподаватель, медицинский писатель.

## Биография
Родился в семье сотрудника баварского министерства юстиции. Вырос в Мюнхене, увлекался математикой, страдал от слабого здоровья. С 1849 года изучал медицину в Мюнхенском университете, в 1853 году получил в нём степень доктора медицины. После этого отправился в научную поездку для усовершенствования образования сначала в Париж, затем в Берлин. Вернувшись, в 1857 году габилитировался в Мюнхенском университете и стал в нём преподавателем хирургии и офтальмологии, одновременно создав крупную частную офтальмологическую клинику. Отказался от профессуры в Цюрихе, с 1860 по 1890 год возглавлял университетскую больницу Мюнхенского университета. В период Франко-прусской войны (1870—1871) служил военным хирургом и был главным врачом в корпусе баварского генерала от инфантерии Людвига фон де Танна, до этого был на фронте и в войну 1866 года. С 1862 год страдал от сильных головных болей, ставших следствием перенесённого менингита, и постоянно принимал морфий, ославлявший его здоровье, считая это средство безвредным.
Был одним из самых известных германских медиков своего времени: лично выполнил более 25 000 операций, включая 6000 операций на яичниках, множество офтальмологических, нейрохирургических и брюшной полости. Известно, что неимущих пациентов он лечил бесплатно, считая, что это в полной мере согласуется с католичеством. С 1874 года ввёл в германской армии антисептическую обработку ран. Согласно оценке ЭСБЕ:

… его научная литературная деятельность необычайно широка и разнообразна, так что нет почти ни одного вопроса по его специальности, которому он не посвятил бы самостоятельных исследований. Особенной известностью пользуются его труды о растяжении нервов, овариотомии, пересадке костей, резекциях колена, антисептическом лечении ран и пр.